# Zorilispe harai
Zorilispe harai là một loài bọ cánh cứng trong họ Cerambycidae.